# Las Malvinas, Chiapas
Las Malvinas är en ort i Mexiko.   Den ligger i kommunen Escuintla och delstaten Chiapas, i den sydöstra delen av landet, 800 km sydost om huvudstaden Mexico City. Las Malvinas ligger 625 meter över havet och antalet invånare är 169.
Terrängen runt Las Malvinas är kuperad åt sydost, men åt nordväst är den bergig. Runt Las Malvinas är det ganska tätbefolkat, med 111 invånare per kvadratkilometer. Närmaste större samhälle är Escuintla, 18,6 km väster om Las Malvinas. I omgivningarna runt Las Malvinas växer i huvudsak städsegrön lövskog.